# Ernest Hemingway
Ernest Miller Hemingway, ameriški pisatelj in novinar, * 21. julij 1899, Oak Park, Illinois, ZDA, † 2. julij, 1961, Ketchum, Idaho, ZDA.
Hemingway sodi med najbolj značilne, izrazite in vplivne avtorje svetovne literature 20. stoletja. Je »reprezentativen predstavnik literarnega razvoja v letih med dvema vojnama, oziroma točneje povedano – od leta 1926, ko je izšel njegov prvi roman Sonce tudi vzhaja, pa prav do leta 1952, ko je bilo objavljeno njegovo zadnje večje delo, novela Starec in morje (The Old Man and the Sea)«, za katero je leta 1953 prejel Pulitzerjevo nagrado, leta 1954 pa še Nobelovo nagrado za književnost. 
Na leposlovje 20. stoletja je vplival tako s preprostim »novinarskim«, pa vendar izredno močnim in sugestivnim slogom kot z burnim in pustolovskim življenjem. Večino del, ki veljajo za klasiko ameriške literature, je napisal med letoma 1920 in 1950. V času življenja je objavil sedem romanov, šest zbirk kratkih zgodb in dve neleposlovni deli; posthumno so izšli še trije romani in štiri zbirke kratkih zgodb. Leta 1961 je naredil samomor, ustrelil se je s puško.

## Zgodnja leta
Hemingway se je rodil v Oak Parku blizu Chicaga v ameriški zvezdni državi Illinois v družini uglednega zdravnika, v spodobnem meščanskem okolju. Oče Clarence Edmonds Hemingway ni bil samo zdravnik in zgleden občan, ampak je precej svojega časa namenil lovu in ribarjenju po gozdovih in jezerskih obalah Michigana, v samoti in divjini, med Indijanci, ki jih je tudi zdravil. Hemingwayeva mati – Grace Hall-Hemingway – je bila energična in izobražena ženska, ambiciozna operna pevka, ki je vsakdanje dolžnosti meščanske žene in matere dopolnjevala s pretirano vnemo pri ukvarjanju z religioznimi opravili in glasbo, v poznejših letih celo s slikarstvom. Po poroki leta 1896 sta se preselila v dom ovdovelega Graciinega očeta Ernesta Halla. Po njem in starem stricu Millerju Hallu je Hemingway dobil ime, ki ga ni preveč maral, saj ga je povezoval z osebnostjo naslovnega junaka komedije Oscarja Wilda Pomembno je biti Ernest. Bil je prvi sin, sicer pa drugi otrok od skupno šestih.
Hemingway je večkrat javno zatrjeval, kako sovraži svojo mamo, pa vendar biograf Michael S. Reynolds ugotavlja, da je zrcalil ravno njeno življenjsko energijo in navdušenje. Materina vztrajnost, da bi se naučil igranja na čelo je bila vzrok mnogih sporov, toda kasneje je priznal, da mu je glasbena izobrazba še kako prav prišla ravno pri pisanju, še posebej pri 'kontrapunktni' zgradbi romana Komu zvoni (For Whom the Bell Tolls). Na ledeniškem jezeru Walloon (sever Michigana), kjer je družina Hemnigway imela poletno hišico imenovano Windemere, se je Hemingway učil lova, ribolova, kampiranja in preživetja v odročnih in samotnih predelih. 
Med letoma 1913 in 1917 je obiskoval srednjo šolo, kjer je sodeloval pri celi vrsti športnih dejavnosti (boks, tek, vaterpolo, ameriški nogomet), z Marcelline pa sta dve leti igrala v šolskem orkestru. Oba s sestro sta precej uspešno sodelovala v novinarskem krožku, saj so bili njuni prispevki večkrat objavljeni v srednješolskem glasilu 'The Trapeze'. Hemingwayev prvi članek – o gostovanju Čikaškega simfoničnega orkestra – je bil objavljen leta 1916. Po končani srednji šoli, kjer je nadaljeval z novinarskimi objavami, je šest mesecev kot poročevalec pripravnik delal za Kansas City Star. Kljub kratkemu času pri Staru pa je njihov način pisanja predstavljal osnovo za kasnejše pisateljevanje. Sam je za svoj slog ves čas trdil, da izhaja iz edine pomembne knjige, ki je bila napisana pred njim – iz Pustolovščin Huckleberry Finna Marka Twaina.

## Prva svetovna vojna
Na začetku leta 1918 se je kot prostovoljec pridružil Rdečemu križu in vozil reševalno vozilo v Italiji. Maja je zapustil New York in v Pariz prispel ravno v času obstreljevanja s strani nemškega topništva. Junija je bil poslan na italijansko fronto. V Milanu se je že prvi dan znašel na prizorišču eksplozije tovarne streliva, kjer so reševalci iz ruševin poskušali izvleči in sestaviti iznakažene ostanke trupel delavk, ki so tam delale. 
Dogodek je opisal v ne-leposlovnem delu Death in the Afternoon (1932). Nekaj dni kasneje je bil nameščen v kraju Fossalta di Piave, kjer je bil 8. junija, med vračanjem iz kantine, kjer je vojakom razdeljeval cigarete in čokolado, huje ranjen. Kljub resnim poškodbam je uspel rešiti življenje italijanskemu vojaku, za kar je prejel italijansko srebrno medaljo za pogum. Komaj 18-leten je o takratnih dogodkih dejal: »Ko greš v vojno tako mlad, misliš, da si neumrljiv. Drugi ljudje umirajo, ne ti. Ko si prvič hudo ranjen, se iluzija o neumrljivosti v trenutku razblini in takrat se zaveš, da se lahko zgodi tudi tebi.«. Po operaciji je najprej 5 dni preživel v bolnišnici na terenu, nakar so ga premestili v Milansko bolnišnico Rdečega križa, kjer je okreval 6 mesecev. Tam je spoznal in se zaljubil v sedem let starejšo medicinsko sestro Agnes Von Kurowsky. Kljub načrtovanju poroke, se je Agnes marca leta 1919 zaročila z italijanskim častnikom. Neljubi dogodek je bil osnova za kratko in zagrenjeno zgodbo A Very Short Story. Biograf Jeffrey Meyers je mnenja, da je Agnesina odločitev za Hemingwaya predstavljala hudo razočaranje, kar je bil tudi razlog za njegove prihodnje odnose z ženskami, ki jih vedno prekinil, preden bi se za to odločile one. Med šest mesečno rehabilitacijo je srečal tudi vojaka britanske vojske - »Chink« Dorman-Smitha, s katerim sta še desetletja gojila iskreno in trdno prijateljstvo.

## Toronto in Chicago
Na začetku leta 1919 se je vrnil domov. Kljub mladosti (star je bil šele 20 let) je bil zaradi neljubih vojnih izkušenj že zelo zrel mož. Poletje je preživel s srednješolskimi prijatelji v Michiganu, kjer je lovil ribe in kampiral, septembra pa teden dni bival v odročni divjini. Doživetja je strnil v kratki zgodbi Big Two-Hearted River, kjer se delno avtobiografski junak zgodbe (Nick Adams) odpravi v divjino, kjer naj bi po vrnitvi iz vojne našel samoto in mir. Družinski prijatelj mu je ponudil službo v Torontu in, ker tisti trenutek ni imel drugih opcij, je delo sprejel. Kasneje istega leta je pričel z delom svobodnega novinarja in dopisnika iz tujine za Toronto Star Weekly. Kakorkoli, junija 1920 se je vrnil v Michigan, septembra pa preselil v Chicago, kjer je živel s prijatelji in pisal za Toronto Star. V Chicagu je sodeloval tudi pri mesečniku Cooperative Commonwealth, kjer je srečal ameriškega pisatelja Sherwooda Andersona. 
Nekoč je k sostanovalčevi sestri prišla na obisk Hadley Richardson – po rodu sicer iz St. Louisa -, ki ga je v trenutku očarala. Kasneje je celo dejal, da je takoj vedel, da je to dekle s katero se bo poročil. Hadley je bila rdečelasa, z 'vzgojnim instinktom' in 8 let starejša od Hemingwaya. Kljub razliki v letih je bila za svoja leta veliko manj zrela. Je pa v veliki meri spominjala na Agnes, razen po tem, da je njena osebnost posedovala nekaj otroškega, lastnost, ki je Agnes ni imela. Po nekaj mesečnem dopisovanju sta se Hadley in Hemingway odločila, da se poročita in odpotujeta v Evropo. Sprva sta želela obiskati Rim, vendar ju je Sherwood Anderson prepričal, da raje odpotujeta v Pariz. 3. septembra 1921 sta se poročila in nekaj mesecev kasneje odpotovala v Pariz, kjer je Hemingway kot dopisnik iz tujine poročal za Toronto Star.

## Pariz in Izgubljena generacija
Carlos Baker – raziskovalec zgodnjega Hemingwayevega življenja – meni, da je Anderson Hemingwayu priporočil Pariz ne toliko zaradi ugodnega menjalniškega tečaja, zaradi katerega je bilo življenje v francoski prestolnici razmeroma poceni, pač pa bolj zaradi zanimivih ljudi, ki bi jih tam lahko srečal. S Hadley sta živela na 74 Rue du Cardinal Lemoine v Latinski četrti, delal pa je v najeti sobi nedaleč stran. 
Anderson je že pred njunim prihodom v Pariz poslal pismo Gertrude Stein, v katerem ji je predstavil mladega Hemingwaya. Steinova, v tistih časih branik modernizma, je bila nato nekaj časa Hemingwayeva mentorica, spoznala pa ga je tudi s preostalimi izseljeniškimi umetniki in pisatelji z Montparnassa, ki jim je nadela ime Izgubljena generacija, izraz, ki ga je populariziral ravno Hemingway z objavo v prvem romanu Sonce tudi vzhaja (The Sun Also Rises). V Parizu je srečal tako vplivne in znane modernistične slikarje (Pablo Picasso, Joan Miró in Juan Gris) kot tudi pisatelje (F. Scott Fitzgerald, Ezra Pound, James Joyce, Waldo Peirce, John Dos Passos). Hemingway se je kmalu izvil izpod Gertrudinega vpliva, njun odnos pa se je sprevrgel v literarni spor, ki je trajal desetletja.
Na Hemingwaya je naključno naletel 14 let starejši pisatelj Ezra Pound, s katerim sta leta 1923 potovala po Italiji in leta 1924 celo živela v isti ulici. Skovala sta trdno prijateljstvo, saj je Pound v Hemingwayu prepoznal mlad talent, ki ga je želel tudi vzgajati. Pound je Hemingwaya spoznal z Irskim piscem Jamesom Joycem s katerim sta pogosto veseljačila in popivala. Prvih 20 mesecev v Parizu je Hemingway za Toronto Star napisal 88 zgodb. Pokrival je Grško-turško vojno, napisal nekaj potopisnih člankov, ter prispevek posvečen bikoborbam. Decembra leta 1922 je Hadley iz pariške železniške postaje Gare de Lyon odpotovala k Hemingwayu v Ženevo. S seboj je imela tudi kovček z njegovimi rokopisi, ki pa ga je na poti izgubila, kar je Hemingwaya močno potrlo. Septembra 1923 sta se zaradi Hadleyine nosečnosti vrnila v Toronto, kjer se jima je 10. oktobra 1923 rodil sin John Hadley Nicanor. Med njuno odsotnostjo je bilo v Parizu objavljeno Hemingwayeva prvo leposlovno delo Tri zgodbe in deset pesmi (Three Stories and Ten Poems), le mesec kasneje pa njeno nadaljevanje in our time (naslov pisan z malimi začetnicami). Drobno nadaljevanje je prinašalo 6 vinjet in 12 zgodb, ki jih je Hemingway napisal prejšnje poletje med prvim obiskom v Španiji, kjer je odkrival vznemirljivost corride. Pogrešal je Pariz, Toronto mu je bil dolgočasen, poleg tega bi veliko raje živel življenje pisatelja, kot pa življenje novinarja. 
Zato so se januarja 1924 Hemingway, Hadley in sin, ki so ga klicali Bumby, vrnili v nov apartma na Rue Notre Dame des Champs v Parizu. Ko je bilo leta 1925 objavljeno delo In Our Time (z velikimi začetnicami) tudi v Ameriki, so bili kritiki enotnega mnenja, da je z uporabo trdilnih stavkov in živahnim slogom poživil in obudil kratko zgodbo kot literarno zvrst. Šest mesecev pred tem je spoznal F. Scott Fitzgeralda, s katerim sta izoblikovala prijateljstvo polno 'občudovanja in sovražnosti'. Istega leta je bil objavljen Fitzgeraldov roman Veliki Gatsby (The Great Gatsby). Hemingway ga je prebral, bil mu je všeč in odločil se je , da bo njegovo naslednje delo roman. 
Odkar je leta 1923 prvič prisostvoval na bikoborbi v Pamploni, je bil očaran nad tem tradicionalnim, a do živali zelo krutim športom, v katerem je videl tako brutalnost vojne, kot lepoto krutega. Junija 1925 sta se s Hadley in še nekaterimi ameriškimi in britanskimi izseljenci iz Pariza odpravila na letni obisk Pamplone. Potovanje je bilo navdih za Hemingwayev prvi roman Sonce tudi vzhaja (The Sun Also Rises), ki ga je pričel pisati takoj po 'fiesti' in ga zaključil septembra istega leta. Zgodba opisuje povojno življenje generacije izseljenih umetnikov oz. t.im. 'izgubljene generacije', kulturo bikoborb in koncepta predanosti kot pristnega načina življenja, v nasprotju z boemskim pariškim življenjem, kot nepristnim. Roman je bil objavljen leta 1926. 
Medtem ko je delal na romanu Sonce tudi vzhaja, pa je bil njun zakon s Hadley že skoraj v zatonu. Poleti leta 1926 je Hadley spoznala, da jo je Hemingway prevaral s Pauline Pfeiffer. Ko sta se istega leta vrnila iz Pamplone v Pariz, sta vložila prošnjo za ločitev. Razdelila sta imetje, poleg tega pa ji je Hemingway ponudil tudi delež od prodaje romana Sonce tudi vzhaja. Januarja 1927 sta bila uradno ločena, maja istega leta pa se je Hemingway poročil drugič. Nova gospa Hemingway je postala Pauline Pfeiffer. 
Pauline je pripadala bogati katoliški družini iz Arkansasa. Delala je v Parizu za Vogue. Preden sta se poročila je Hemingway sprejel katoliško vero. Po medenem mesecu v Le Grau-du-Roi, kjer se je Hemingway nalezel kužne bolezni antraks, je načrtoval  izdajo nove zbirke kratkih zgodb. Oktobra 1927 je izšla Možje brez žensk (Men Without Women). Konec leta je noseča Pauline želela v Ameriko. John Dos Passos jima je predlagal Key West in marca 1928 sta zapustila Pariz. Poleti istega leta je Hemingway utrpel hujšo poškodbo glave. V kopalnici je po nesreči namesto za verigo straniščnega kotlička potegnil za vrv strešnega okna, ki se mu je zrušil na glavo. Posledica je bila velika in opazna brazgotina na čelu, okoli katere so bile spletene številne legende. Če ste o brazgotini vprašali samega Hemingwaya, pa na to vprašanje ni želel odgovarjati. Po odhodu iz Pariza ni Hemingway nikoli več živel v velikem mestu.

## Key West in Karibi
Pozno poleti sta Pauline in Hemingway odpotovala v Kansas City, kjer se jima je 28. junija 1928 rodil sin Patrick Hemingway. Porod, ki je bil za Pauline zelo naporen, je Hemingway opisal v romanu Zbogom orožje (A Farewell to Arms). Po Patrickovem rojstvu se je družina odpravila v Wyoming. Jeseni je Hemingway preživel nekaj časa v New Yorku z Bumbyjem. Ravno, ko sta se želela vkrcati na vlak za Florido, pa je Hemingway prejel telegram o očetovem samomoru. Novica ga je strla, saj je očetu ravno pred smrtjo poslal pismo, naj ne skrbi glede financ. Pismo ga je doseglo le nekaj minut po samomoru. Hemingway je sedaj bolje razumel Hadleyine občutke po samomoru njenega očeta leta 1903, ob čemer je pripomnil, da bo šel sam najbrž po isti poti. Decembra se je vrnil v Key West in pričel z delom na romanu Zbogom orožje, ki je bil objavljen 27. septembra 1928. Biograf James Mellow pravi, da si je Hemingway z objavo tega romana zagotovil status velikega ameriškega pisatelj, saj je bil veliko kompleksnejši kot Sonce tudi vzhaja. Poleti 1929 je v Španiji pričel z raziskavami za novo delo Death in the Afternoon, obširno študijo o bikoborbah in matadorjih, izdano leta 1932. Zgodnja 30-ta leta je pozimi preživljal v Key Westu, poletja pa v Wyomingu, kjer je lovil in za katerega je dejal, da ima najlepšo pokrajino na ameriškem zahodu. 12. novembra 1931 je bil v Kansas Cityju rojen njegov tretji sin Gregory Hancock Hemingway.
Hemingway je nadaljeval s potovanji po Evropi in Kubi. Leta 1933 sta se s Pauline odpravila na 10-tedenski safari po vzhodni Afriki. Potovanje je bilo osnova tako za delo Zeleni griči Afrike (Green Hills of Africa), kot tudi za dve kratki zgodbi: Sneg na Kilimandžaru (The Snows of Kilimanjaro) in Kratko srečno življenje Francisa Macombra (The Short Happy Life of Francis Macomber). V Afriki je Hemingway zbolel za amebno grižo, zaradi česar je bil z letalom prepeljan v Nairobi; izkušnja, ki jo je opisal v kratki zgodbi Sneg na Kilimandžaru. 
Leta 1934 je kupil ladjo Pilar, s katero je plul po Karibih. Leta 1935 je prvič priplul na Bahamsko otočje Bimini, kjer je preživel kar veliko časa. V tem času je delal na romanu Imeti ali ne imeti (To Have and Have Not), ki je bil objavljen leta 1937, ko je bil Hemingway v Španiji. Gre za edini roman, ki ga je napisal v 30-ih letih.

## Španska državljanska vojna in Druga svetovna vojna
Za božič leta 1936 je v nekem baru v Key Westu prvič srečal vojno dopisnico Martho Gellhorn. Leta 1937 je za severnoameriški časopis Alliance pričel s poročanjem o Španski državljanski vojni, izbruh katere je v njem prebudil staro sovraštvo do fašizma.
Poleti leta 1939 je s Pilar odplul na Kubo, kjer je sprva živel v hotelu Ambos Mundos v Havani. Selitev je predstavljala le eno od epizod boleče in dolgotrajne ločitve od Pauline, ki se je pričela, ko je Hemingway spoznal Martho. veliko posest, 24 km oddaljeno iz Havane. 20. novembra 1940 sta se v Cheyennu (Wyoming) tudi poročila.  
Martha je bila navdih za pričetek ustvarjanja njegovega najbolj znanega romana Komu zvoni . S pisanjem je pričel marca 1939, zaključil julija 1940, objavljen pa je bil oktobra istega leta. Naslov romana je našel v odstavku Meditacij Johna Donna, ki se v prevodu Janeza Gradišnika glasi takole: »Noben človek ni Otok, povsem sam zase; vsak človek je kos Celine, del kopne zemlje; če Morje odplavi grudo prsti, je Evrope manj, prav tako kakor da je bil Rtič, prav tako kakor da je bilo Posestvo tvojih prijateljev ali tvoje lastno; ob smrti vsakega človeka je mene manj, zakaj včlenjen sem v Človeštvo: In zato nikdar ne pošiljaj vpraševat, komu zvoni: zvoni tebi.«
Ker je med pisanjem ponovno veliko potoval, je roman nastajal na relaciji Kuba, Wyoming, Sun Valley. V nekaj mesecih je bilo prodanih pol milijona izvodov, roman pa je bil nominiran za Pulitzerjevo nagrado. 
Konec leta 1944 je bil med hudim obstreljevanjem v Hürtgenwaldu. 17. decembra se je vročičen in bolehen sam odpeljal do Luxemburga, da bi pokrival bitko za Bulge (kasneje imenovano bitko za gorivo). Takoj, ko je prispel ga je polkovnik Charles 'Buck' Lanham napotil k zdravnikom, ki so ga hospitalizirali zaradi pljučnice. Ko je teden kasneje okreval, so bila najhujša vojskovanja 2. svetovne vojne končana.
Leta 1947 so mu za sodelovanje v 2. svetovni vojni izročili bronasto zvezdo – odlikovanje oboroženih sil ZDA za pogum in posebne zasluge, saj je kljub težkim pogojem na bojiščih podajal realno sliko razmer, kdaj tudi v izjemno težkih pogojih s prvih borbenih linij . 
Ko je prvič prispel v Anglijo, je tam spoznal Mary Welsh, poročevalko za Time, ki ga je popolnoma prevzela. Martha, kateri je Hemingway zavrnil pomoč pri urejanju novinarske dovolilnice za potovanje z letalom, je bila primorana Atlantik prečkati na ladji polni eksploziva. Ko je prispela v London, je Hemingwaya našla v bolnišnici, kjer je okreval za posledicami avtomobilske nesreče. Takrat sta tudi prekinila razmerje. Hemingway je Martho videl zadnjič marca 1945, ko se je pripravljal na povratek na Kubo. Medtem pa Mary  Welsh na tretjem zmenku že zaprosil za roko.

## Kuba in Nobelova nagrada
Med letoma 1942 in 1945 Hemingway ni napisal nobenega leposlovnega dela. Leta 1946 sta se z Mary poročila. Po vojni sta imela oba kar nekaj težav z zdravjem, doletelo pa ju je tudi nekaj nesreč: leta 1945 je Hemingway v prometni nesreči zdrobil koleno in utrpel novo rano na čelu, Mary si je najprej zlomila desni gleženj, kasneje na smučanju še levega. Pet mesecev po poroki je bila zunajmaternično noseča. Leta 1947 sta bila v prometni nesreči udeležena tudi Hemingwayeva sinova Gregory in Patrick, slednji je utrpel resne poškodbe, še posebej glave. Hemingwaya je vedno bolj mučila depresija, saj je v tem obdobju umrlo kar nekaj njegovih literarnih sodobnikov in prijateljev:  V tem času je imel številne glavobole, povečan krvni pritisk, težave s težo in sladkorno boleznijo – rezultat vseh njegovih nesreč in prekomernega pitja alkohola. 
Pa vendar je na začetku leta 1946 pričel s pisanjem dela Rajski vrt (The Garden of Eden) in do junija istega leta popisal kar 800 strani. V letih po 2. svetovni vojni je pričel s pisanjem trilogije The Sea Book (Morska knjiga), ki naj bi jo sestavljali trije deli: The Land (Kopno), The Sea (Morje) in The Air (Zrak). Oba projekta sta ostala nedokončana, kar mnogi pripisujejo Hemingwayevi nezmožnosti pisanja zaradi težav z zdravjem, ki jih je imel po vojni. Leta 1948 sta z Mary preživela nekaj mesecev v Benetkah, kjer se je Hemingway zagledal v takrat 19-letno Adriano Ivancich. Platonska ljubezenska afera je bila navdih za roman Čez reko in med drevje , ki je večinoma požela precej nenaklonjene kritike. Leta 1951 je Hemingway v osmih tednih napisal osnutek za novelo Starec in morje , ki mu je prinesla mednarodno slavo in maja 1952 Pulitzergevo nagrado. Leta 1954 je bil na potovanju po Afriki udeležen v dveh zaporednih letalskih nesrečah. V prvi je utrpel poškodbo glave, Mary pa si je zlomila dve rebri. Ko sta se dan kasneje vkrcala na letalo, ki bi ju odpeljalo v Entebbe, kjer bi dobila boljšo zdravniško oskrbo, je le-to pri vzletu eksplodiralo in Hemingwayu povzročilo hujše poškodbe in opekline. Ko sta končno prispela v Entebbe sta naletela na novinarje, ki so že pisali o Hemingwayevi smrti. Na kratko je novinarje obvestil o dogodku in nato nekaj tednov okreval ob prebiranju prezgodnjih nekrologov. Kljub poškodbam se je februarja 1955 s Patrickom in njegovo ženo odpravil na ribolov, kjer je bil zaradi poškodb razdražljiv, njegovo obnašanje pa neznosno. Ko je v divjini izbruhnil požar je utrpel nove hude poškodbe: opekline druge stopnje na nogi, zgornjem delu trupa, ustnici, levi roki in desni podlakti, dva počena diska, poškodovano ledvico in jetra, premaknjeno ramo in počeno lobanjo. Nesreče so bile razlog, da je tudi fizično zelo oslabil, po letalskih nesrečah pa je pričel posegati po alkoholu še pogosteje in v večjih količinah kot kdaj prej. 
Oktobra 1954 je prejel Nobelovo nagrado za književnost. Biograf James Mellow trdi, da je bil Hemingway mnenja, da mu je Akademija nagrado podelila bolj iz usmiljenja kot pa zaradi kvalitete njegovega pisanja. Zaradi težav z zdravjem se ni udeležil podelitve nagrade v Stockholmu, pač pa je poslal govor, ki so ga ob prevzemu nagrade prebrali v njegovem imenu. Od konca leta 1955 pa do začetka 1956 je bil prikovan na posteljo. Zaradi težav z jetri bi se moral predvsem vzdržati pitja alkohola, kar mu je sprva sicer uspevalo, pa vendar se je kmalu vrnil k starim navadam. Oktobra 1956 se je vrnil v Evropo, kjer je srečal resno bolnega baskovskega pisatelja Pio Baroja, ki je nekaj tednov po njunem srečanju umrl. Med potovanjem je bil Hemingway ponovno bolan, imel je povišan krvni tlak, težave z jetri in arteriosklerozo. Ko je bil novembra v Parizu so ga spomnili na zaboje, ki jih je leta 1928 shranil v hotelu Ritz. Bili so namreč polni zapiskov iz pariških 'izgubljenih let'. Navdušen nad najdbo je po vrnitvi na Kubo - leta 1957 – pričel z zapisovanjem spominov Pariz - premični praznik (A Moveable Feast). Leta 1959 je zaključil obdobje intenzivnega ustvarjanja: zaključil je spomine, ki naj bi izšli leto kasneje, True at First Light je dopolnil do 200.000 besed, dodal nekaj poglavij Rajskemu vrtu in delal na zgodbi Islands in the Stream. Zadnja tri dela je shranil v bančni trezor v Havani, medtem, ko se je osredotočil na zadnje popravke spominov. V tem obdobju naj bi drsel v tako hudo depresijo, da se iz nje ni mogel več izvleči. Ker je Finca Vigia postala prenatrpana z gosti in turisti, Hemingway pa je postajal vedno bolj nezadovoljen s tamkajšnjim življenjem, se je odločil, da se za stalno preseli v Idaho. Leta 1959 je zapustil Kubo in kupil dom izven Ketchuma, s pogledom na Big Wood River. Julija 1960 je, ko je za vedno zapustil Kubo, v bančnem trezorju v Havani pustil tudi rokopise. Po letu 1961 in Invaziji na Prašičji zaliv je Finco Vigio razlastila kubanska vlada, skupaj s Hemingwayevo zbirko knjig, ki je štela od 4 do 6.000 izvodov.

## Idaho in samomor
Hemingway je do konca 50-ih let nadaljeval z delom na spominih (Pariz - premični praznik). Poleti 1959 se je odpravil v Španijo kjer se je ponovno posvetil pisanju o bikoborbah za Life Magazine. Januarja se je vrnil na Kubo. Kljub slabemu psihičnemu stanju se je poleti 1960 še enkrat odpravil v Španijo, da bi dobil fotografije za rokopis kasneje izdan kot Nevarno poletje (The Dangerous Summer). Brez Mary se je počutil osamljenega in tako cele dneve preživel v postelji in tišini.  Iz Španije se je v skrbeh zaradi denarja in lastne varnosti odpravil v Idaho. Hemingway je namreč verjel, da Zvezni preiskovalni urad (FBI) spremlja in nadzoruje njegova potovanja. Njegov sum ni bil ravno iz trte zvit, saj ga je FBI med 2. svetovno vojno – še posebej v času, ko je s Pilar patruljiral po kubanskih vodah - resnično nadzorovala. J. Edgar Hoover je v Havano poslal agenta, ki je Hemingwaya nadziral v 50-ih letih. 
Hemingway tudi fizično ni bil več pri močeh, njegovo zdravje je hitro pešalo, še posebej njegov vid. Leta 1960 je bil hospitaliziran na kliniki Mayo (Minnesota), kjer se ni prijavil s pravim imenom. Razlog sta bili pričakovana negativna publiciteta, ter zahteva same klinike, saj je bila uporaba nepravega imena pogost ukrep ob hospitalizaciji znanih bolnikov  Zdravljenje na kliniki Mayo je bolj ali manj zavito v tančico skrivnosti. Hemingway je verjel, da ga zdravijo zaradi hipertonije (povečanega krvnega pritiska), zdravljen pa je bil z elektrošok terapijami, zaradi česar je bil neznansko zagrenjen, saj so vplivali na njegov kratkoročni spomin in posledično pisanje. 
30. junija je prišel domov v Ketchum. Dva dni kasneje – 2. julija 1961 – je zgodaj zjutraj odklenil omaro s strelnim orožjem in se ustrelil v glavo. Hemingwayeva smrt je bila sprva predstavljena  kot 'nesreča'. Pet let kasneje pa je Mary v časopisnem intervjuju potrdila, da je njen mož storil samomor. 
Zadnja leta je bilo Hemingwayevo življenje podobno očetovemu, preden je storil samomor. Obstaja namreč verjetnost, da je imel oče hemakromatozo, katere posledica sta tako psihično kot fizično slabljenje. Zdravniško poročilo dostopno od leta 1991 potrjuje, da so Hemingwayu leta 1961 diagnosticirali hemakromatozo. Dodatno težavo glede njegovega psihičnega in fizičnega propadanja pa je predstavljalo tudi redno in prekomerno uživanje alkohola.
Christopher Martin je v delu Ernest Hemingway: A Psychological Autopsy of a Suicide (Ernest Hemingway: psihološka avtopsija samomora) napisanem na podlagi številnih verodostojnih biografij, Hemingwayevih osebnih zapiskov in medijskih objav ocenil, da je Hemingway v svojem življenju trpel za: bipolarno motnjo, alkoholno odvisnost, travmatično poškodbo možganov, čustveno neuravnovešeno ter narcistično osebnostno motnjo. Martin trdi, da je bil samomor neizogiben, saj so bila psihična bremena preštevilna in pretežka. 
Skoraj točno 35 let po Hemingwayevi smrti, 1. junija 1996, je v Santa Monici (Kalifornija) umrla njegova vnukinja Margeaux Hemingway, supermodel in igralka (s sestro Mariel sta leta 1976 zaigrali v filmu Lipstick). Tudi njena smrt je bila kasneje uradno spoznana za samomor, kar pomeni, da je bila Margeaux peta v štirih generacijah Hemingwayev, ki je storila samomor (poleg Hemingwayeve sestre Ursule in brat Leicesterja). 
Ernest in Mary Hemingway sta pokopana na mestnem pokopališču v Ketchumu (Idaho).

## Prevodi del Ernesta Hemingwaya v slovenščino
| Slovenski naslov           | Izvirni naslov                      | Prevajalec                     | Založnik                  | Leto izida               | COBISS   |
| -------------------------- | ----------------------------------- | ------------------------------ | ------------------------- | ------------------------ | -------- |
| Čez reko in med drevje     | Across the River and Into the Tress | Bruno Hartman                  | Obzorja                   | 1967                     | (COBISS) |
| Imaš in nimaš              | To Have and Have Not                | Janko Moder                    | Obzorja                   | 1965/1991                | (COBISS) |
| Imeti ali ne               | To Have and Have Not                | Janko Moder                    | Obzorja                   | 1965/1987                | (COBISS) |
| Komu zvoni                 | For Whom the Bell Tolls             | Janez Gradišnik                | Cankarjeva založba        | 1950/1964/1975/1978/1987 |          |
| Komu zvoni                 | For Whom the Bell Tolls             | Janez Gradišnik                | Mladinska knjiga          | 1978/1998/2004/2005      | (COBISS) |
| Med lovom in vojno         | By-line                             | Frančišek Mlakar               | Obzorja                   | 1985                     | (COBISS) |
| Otočje v zalivskem toku    | Islands in the Stream               | Srečko Balent                  | Mladinska knjiga          | 1973                     | (COBISS) |
| Pariz - premični praznik   | A Moveable Feast                    | Frančišek Mlakar               | Obzorja                   | 1991                     | (COBISS) |
| Rajski vrt                 | The Garden of Eden                  | Dušanka Zabukovec              | Mladinska knjiga          | 1988                     | (COBISS) |
| Resnično ob prvem svitu    | True at First Light                 | Miriam Drev                    | Gyrus                     | 2000                     | (COBISS) |
| Sonce vzhaja in zahaja     | The Sun Also Rises                  | Bruno Hartman                  | Obzorja                   | 1964/1991                | (COBISS) |
| Starec in morje            | The Old Man and the Sea             | Janez Gradišnik                | Državna založba Slovenije | 1955/1959/1969/1973/1983 |          |
| Starec in morje            | The Old Man and the Sea             | Srečko Fišer                   | Mladinska knjiga          | 2011                     | (COBISS) |
| Velika reka z dvema srcema | Big Two-Hearted River               | Janez Gradišnik in Miriam Drev | Mladinska knjiga          | 2010                     | (COBISS) |
| Zbogom, orožje!            | A Farewell to Arms                  | Rado Bordon                    | Obzorja                   | 1960/1964/1972/1991/2004 | (COBISS) |
| Zeleni griči Afrike        | Green Hills of Africa               | Frančišek Mlakar               | Obzorja                   | 1991                     | (COBISS) |